# Calodera riparia
Calodera riparia är en skalbaggsart som beskrevs av Wilhelm Ferdinand Erichson 1837. Calodera riparia ingår i släktet Calodera, och familjen kortvingar. Arten är reproducerande i Sverige.